# Пол Мерсон
Пол Мерсон (англ. Paul Merson, нар. 20 березня 1968, Лондон) — англійський футболіст, півзахисник. По завершенні ігрової кар'єри — футбольний тренер.
Як гравець насамперед відомий виступами за клуби «Арсенал» та «Астон Вілла», а також національну збірну Англії.

## Клубна кар'єра
У дорослому футболі дебютував 1985 року виступами за команду клубу «Арсенал», в якій провів дванадцять сезонів, взявши участь у 327 матчах чемпіонату. Більшість часу, проведеного у складі лондонського «Арсенала», був основним гравцем команди.
Згодом з 1987 по 1998 рік грав у складі команд клубів «Брентфорд» та «Мідлсбро».
Своєю грою за останню команду привернув увагу представників тренерського штабу клубу «Астон Вілла», до складу якого приєднався 1998 року. Відіграв за команду з Бірмінгема наступні чотири сезони своєї ігрової кар'єри. Граючи у складі «Астон Вілли», також здебільшого виходив на поле в основному складі команди.
Протягом 2002—2006 років захищав кольори клубів «Портсмут» та «Волсолл».
Завершив професійну ігрову кар'єру у нижчоліговому клубі «Тамворт», за команду якого виступав протягом 2006—2006 років.

## Виступи за збірні
Протягом 1988—1990 років залучався до складу молодіжної збірної Англії. На молодіжному рівні зіграв у 4 офіційних матчах.
З 1991 по 1998 рік захищав кольори олімпійської збірної Англії. У складі цієї команди провів 4 матчі, забив 3 голи.
1991 року дебютував в офіційних матчах у складі національної збірної Англії. Протягом кар'єри у національній команді, яка тривала 8 років, провів у формі головної команди країни 21 матч, забивши 3 голи.
У складі збірної був учасником чемпіонату світу 1998 року у Франції, на якому з'явився на полі один раз, вийшовши на заміну Полу Скоулзу в 1/8 фіналу в матчі проти Аргентини. В тому поєдинку англійці поступилися в серії післяматчевих одинадцятиметрових ударів, свій пенальті Мерсон реалізував.

## Кар'єра тренера
Розпочав тренерську кар'єру, ще залишаючись польовим гравцем, 2004 року очолив тренерський штаб клубу «Волсолл». Наразі досвід тренерської роботи обмежується цим клубом.

## Досягнення
- Чемпіон Англії (2):

«Арсенал»: 1988-89, 1990-91
- Володар Кубка Футбольної ліги (1):

«Арсенал»: 1992-93
- Володар Кубка Англії (1):

«Арсенал»: 1992-93
- Володар Суперкубка Англії з футболу (1):

«Арсенал»: 1991
- Володар Кубка володарів кубків УЄФА (1):

«Арсенал»: 1993-94
- Володар Кубка Інтертото (1):

«Астон Вілла»: 2001